# Mareen Louie
| Posities op de WTA-ranglijst Positie per einde seizoen: \| jaar \| rang enkelspel \| rang dubbelspel \| \| ---- \| -------------- \| --------------- \| \| 1978 \| [1] 36 \| – \| \| 1979 \| [2] 80 \| – \| \| 1980 \| [3] 35 \| – \| \| 1981 \| [4] 32 \| – \| \| 1982 \| [5] 90 \| – \| \| 1983 \| 54 \| – \| \| 1984 \| 53 \| – \| \| 1985 \| 22 \| – \| \| 1986 \| 64 \| 97 \| \| 1987 \| 98 \| 39 \| \| 1988 \| 58 \| 110 \| \| 1989 \| 113 \| 46 \| \| 1990 \| 75 \| 51 \| \| 1991 \| 71 \| 44 \| \| 1992 \| 316 \| 90 \| \| \| \| \| \| 1994 \| – \| 151 \| |                |                 |
| jaar | rang enkelspel | rang dubbelspel |
| 1978 | 36             | –               |
| 1979 | 80             | –               |
| 1980 | 35             | –               |
| 1981 | 32             | –               |
| 1982 | 90             | –               |
| 1983 | 54             | –               |
| 1984 | 53             | –               |
| 1985 | 22             | –               |
| 1986 | 64             | 97              |
| 1987 | 98             | 39              |
| 1988 | 58             | 110             |
| 1989 | 113            | 46              |
| 1990 | 75             | 51              |
| 1991 | 71             | 44              |
| 1992 | 316            | 90              |
| |                |                 |
| 1994 | –              | 151             |

Mareen Louie (San Francisco, 15 augustus 1960), beter bekend als Peanut Louie, is een voormalig tennisspeelster uit de Verenigde Staten van Amerika. Louie begon met tennis toen zij vier jaar oud was. Zij speelt rechtshandig en heeft een tweehandige backhand. Zij was actief in het internationale tennis van 1976 tot en met 1994.

## Privé
Haar zeven jaar oudere zus Marcie Louie was van 1972 tot en met 1982 beroepstennisspeelster.
"Peanut" Louie trad op 3 mei 1986 in het huwelijk met Timothy Harper. Sindsdien hanteert zij de naam Peanut Louie-Harper.

## Loopbaan

### Enkelspel
De ITF vermeldt Wimbledon 1976 als Louie's eerste grandslamdeelname. Wimbledon zelf geeft aan dat haar zus Marcie de deelneemster was. De WTA heeft notities van haar deelname in 1976 aan toernooien in Burlingame (Californië) in januari en in Philadelphia (Pennsylvania) in maart/april – hiervoor kan nergens bevestiging worden gevonden, ook niet op het Tennisforum.
Louie's eerste, door alle bronnen gestaafde, deelname is die aan het US Open 1976, waar zij in de eerste ronde verloor van landgenote Lele Forood. In maart 1977 speelde zij op de Family Circle Cup op Hilton Head Island. Drie maanden later bereikte Louie de finale van het meisjesenkelspel op Wimbledon 1977, door onder meer de Argentijnse Ivanna Madruga en de Duitse Sylvia Hanika te verslaan – de eindstrijd verloor zij van landgenote Lea Antonoplis.
Bij de volwassenen stond Louie in januari 1978 voor het eerst in een finale, op het WTA-toernooi van Californië in San Carlos – hier veroverde zij haar eerste titel, door landgenote Ruta Gerulaitis te verslaan. In totaal won zij vier enkelspeltitels, de laatste in 1985 in Denver, waar zij te sterk was voor landgenote Zina Garrison.
Haar beste resultaat op de grandslamtoernooien is het bereiken van de derde ronde op het US Open 1984, waar zij Kim Sands en Virginia Wade versloeg. Haar hoogste notering op de WTA-ranglijst is de 19e plaats, die zij bereikte in april 1985.

### Dubbelspel
Louie debuteerde in 1977 op het US Open, samen met landgenote Stacy Margolin. In november 1978 won zij haar eerste professionele dubbelspelpartij, op het Florida Federal Open-toernooi in Clearwater/Oldsmar, weer met Margolin aan haar zijde – in de eerste ronde versloegen zij Lele Forood en Pam Teeguarden.
Louie stond in 1979 voor het eerst in een dubbelspelfinale, op het toernooi van Carlsbad, samen met landgenote Marita Redondo – zij verloren van zus Marcie Louie en de Tsjecho-Slowaakse Regina Maršíková. In 1980 veroverde Louie haar eerste WTA-titel, op het Japan Open in Tokio, samen met landgenote Dana Gilbert, door Nerida Gregory en Marie Pinterova te verslaan. In totaal won zij vier dubbelspeltitels, de laatste in 1991 in Scottsdale, samen met landgenote Cammy MacGregor.
Haar beste resultaat op de grandslamtoernooien is het bereiken van de derde ronde op Wimbledon 1989 – samen met landgenote Wendy White versloeg zij eerst Betsy Nagelsen en Dianne Van Rensburg, en vervolgens Penny Barg en Ronni Reis, alvorens te zwichten voor het tweede reekshoofd, Larisa Savtsjenko en Natallja Zverava. Haar hoogste notering op de WTA-ranglijst is de 31e plaats, die zij bereikte in april 1992.

#### Gemengd dubbelspel
Louie's beste resultaat in deze discipline is het bereiken van de derde ronde op het US Open 1978 samen met landgenoot Andy Lucchesi – zij moesten het afleggen tegen de Nederlandse Betty Stöve en Zuid-Afrikaan Frew McMillan.

## Palmares
| Legenda                |
| ---------------------- |
| Grandslamtoernooi      |
| Olympische Spelen      |
| Year-End Championships |
| Tier I                 |
| Tier II                |
| Tier III               |
| Tier IV & V            |

### Finaleplaatsen enkelspel
| nr.              | finale     | toernooi       | ondergrond    | tegenstandster  | score         | ref    |
| ---------------- | ---------- | -------------- | ------------- | --------------- | ------------- | ------ |
| gewonnen finales |            |                |               |                 |               |        |
| 1.               | 1978-01-15 | WTA San Carlos | hardcourt     | Ruta Gerulaitis | 7-6, 6-2      | [ 14 ] |
| 2.               | 1980-03-02 | WTA Columbus   | hardcourt (i) | Beth Norton     | 6-2, 6-3      | [ 19 ] |
| 3.               | 1984-04-29 | WTA Durban     | hardcourt     | Rene Uys        | 6-1, 6-4      | [ 20 ] |
| 4.               | 1985-01-20 | WTA Denver     | tapijt (i)    | Zina Garrison   | 6-4, 4-6, 6-4 | [ 21 ] |
| verloren finales |            |                |               |                 |               |        |
| 1.               | 1980-12-21 | WTA Tucson     | tapijt (i)    | Tracy Austin    | 2-6, 0-6      | [ 22 ] |

### Finaleplaatsen vrouwendubbelspel
| nr.              | finale     | toernooi          | ondergrond | partner              | tegenstandsters                        | score         | ref                  |
| ---------------- | ---------- | ----------------- | ---------- | -------------------- | -------------------------------------- | ------------- | -------------------- |
| gewonnen finales |            |                   |            |                      |                                        |               |                      |
| 1.               | 1980-10-26 | WTA Japan (Tokio) | hardcourt  | Dana Gilbert         | Nerida Gregory Marie Pinterova         | 7-5, 7-6      | [ 23 ]               |
| 2.               | 1984-04-29 | WTA Durban        | hardcourt  | Anna-Maria Fernandez | Cláudia Monteiro Beverly Mould         | 7-5, 5-7, 6-1 | [ 20 ] [ 24 ]        |
| 3.               | 1989-09-17 | WTA Phoenix       | hardcourt  | Penny Barg           | Elise Burgin Rosalyn Fairbank-Nideffer | 7-6, 7-6      | [ 25 ]               |
| 4.               | 1991-11-03 | WTA Scottsdale    | hardcourt  | Cammy MacGregor      | Sandy Collins Elna Reinach             | 7-5, 3-6, 6-3 | [ 26 ]               |
| verloren finales |            |                   |            |                      |                                        |               |                      |
| 1.               | 1979-04-02 | WTA Carlsbad      | hardcourt  | Marita Redondo       | Marcie Louie Regina Maršíková          | 2-6, 6-2, 4-6 | [ 27 ] [ 16 ]        |
| 2.               | 1981-03-08 | WTA Inglewood     | tapijt (i) | Marita Redondo       | Sue Barker Ann Kiyomura                | 1-6, 6-4, 1-6 | [ 28 ] [ 29 ] [ 30 ] |
| 3.               | 1987-10-04 | WTA New Orleans   | tapijt (i) | Heather Ludloff      | Zina Garrison Lori McNeil              | 3-6, 3-6      | [ 31 ]               |
| 4.               | 1990-08-12 | WTA Albuquerque   | hardcourt  | Wendy Prausa         | Meredith McGrath Anne Smith            | 6-7, 4-6      | [ 32 ]               |
| 5.               | 1991-08-11 | WTA Albuquerque   | hardcourt  | Lise Gregory         | Katrina Adams Isabelle Demongeot       | 7-6, 4-6, 3-6 | [ 33 ]               |

## Resultaten grandslamtoernooien
| Legenda | Legenda                          |
| ------- | -------------------------------- |
| g.t.    | geen toernooi gehouden           |
| l.c.    | lagere categorie                 |
| –       | niet deelgenomen                 |
| G       | uitgeschakeld in de groepsfase   |
| 1R      | uitgeschakeld in de eerste ronde |
| 2R      | uitgeschakeld in de tweede ronde |
| 3R      | uitgeschakeld in de derde ronde  |
| 4R      | uitgeschakeld in de vierde ronde |
| KF      | uitgeschakeld in de kwartfinale  |
| HF      | uitgeschakeld in de halve finale |
| F       | de finale verloren               |
| W       | het toernooi gewonnen            |
| w-v     | winst/verlies-balans             |

### Enkelspel
| toernooi        | 1976 | 1977 | 1977 | 1978 | 1979 | 1980 | 1981 | 1982 | 1983 | 1984 | 1985 | 1986 | 1987 | 1988 | 1989 | 1990 | 1991 |
| --------------- | ---- | ---- | ---- | ---- | ---- | ---- | ---- | ---- | ---- | ---- | ---- | ---- | ---- | ---- | ---- | ---- | ---- |
| Australian Open | –    | –    | –    | –    | –    | –    | –    | –    | –    | –    | –    | g.t. | –    | –    | –    | –    | –    |
| Roland Garros   | –    | –    | –    | 2R   | –    | –    | –    | –    | –    | –    | –    | –    | –    | 2R   | –    | –    | –    |
| Wimbledon       | 2R   | –    | –    | 1R   | 1R   | 3R   | 1R   | 1R   | –    | 1R   | 2R   | 1R   | 3R   | 1R   | 1R   | 1R   | 2R   |
| US Open         | 1R   | 2R   | 2R   | 3R   | 2R   | 2R   | 2R   | 2R   | 2R   | 3R   | 1R   | 2R   | 2R   | 1R   | 1R   | 1R   | 2R   |

### Vrouwendubbelspel
| toernooi        | 1977 | 1977 | 1978 | 1979 | 1980 | 1981 | 1982 |    | 1984 | 1985 | 1986 | 1987 | 1988 | 1989 | 1990 | 1991 | 1992 |
| --------------- | ---- | ---- | ---- | ---- | ---- | ---- | ---- | -- | ---- | ---- | ---- | ---- | ---- | ---- | ---- | ---- | ---- |
| Australian Open | –    | –    | –    | –    | –    | –    | –    | –  | –    | g.t. | –    | –    | –    | –    | –    | –    |      |
| Roland Garros   | –    | –    | 1R   | –    | –    | –    | –    | –  | –    | –    | –    | 2R   | –    | –    | –    | –    |      |
| Wimbledon       | –    | –    | –    | 2R   | –    | 1R   | 1R   | 2R | 1R   | 1R   | 2R   | 1R   | 3R   | 2R   | 2R   | 1R   |      |
| US Open         | 1R   | 1R   | 2R   | 1R   | 3R   | 1R   | 1R   | 1R | 1R   | 1R   | 1R   | 1R   | 2R   | 1R   | 1R   | 1R   |      |

### Gemengd dubbelspel
| Australian Open | g.t. | g.t. | g.t. | g.t. | g.t. | –  | –  | –  | –  | –  | –  |
| Roland Garros   | –    | –    | –    | –    | –    | –  | 2R | –  | –  | –  | –  |
| Wimbledon       | 2R   | –    | 1R   | –    | –    | –  | –  | 2R | 1R | 1R | 1R |
| US Open         | –    | 3R   | –    | 1R   | 1R   | 1R | –  | –  | 2R | –  | 1R |